# Alex Fleites
Alex Fleites (Caracas, 1954) es un escritor y traductor de nacionalidad cubana nacido en Venezuela. Se graduó en la Facultad de Filología de la Universidad de La Habana en 1980, ha trabajado en varias publicaciones culturales de Cuba, como Juventud Rebelde, El Caimán Barbudo, Cine Cubano, Revista Unión y Arte Cubano, en calidad de crítico y editor.

## Obras publicadas
- Primeros argumentos (Ed. Extramuros, 1974) - poesía.
- Dictado por la lluvia (Ed. Letras Cubanas, 1976) - poesía.
- A dos espacios (Premio “Julián del Casal”, Ed. UNEAC, 1981) - poesía.
- De vital importancia (Ed. Abril de 1984) - poesía,
- El Arca de la serena alegría (Premio “13 de Marzo”, Ed. Universidad de La Habana, 1985) - poesía.
- Memorias del sueño (Ed. UNEAC, 1989) - poesía.
- Ómnibus de noche (Ed. UNEAC, 1995) - poesía.
- Las dos macetas de geranios (Ed. Gente Nueva, La Habana, 2003) - obra de teatro para niños.
- Un perro en la casa del amor (Ed. UNEAC, 2003)- poesía.
- La violenta ternura, antología (Ed. Letras Cubanas, 2006) - poesía.
- Canta lo sentimental (Ed. Universidad Veracruzana, 2011; Ed. UNEAC, 2012)- relatos.
- Fishes of Light/Peces de luz, en colaboración con Marjorie Evasco (Sipat Publications, Manila, Filipinas, 2013)- poesía.
- Alguien enciende las luces del planeta, antología personal (Ed. Universidad Veracruzana)- poesía.

Igualmente, Fleites aparece antologado en colecciones de poetas cubanos editadas en la isla y el extranjero, como:
- L’isola che canta (Ed. Feltrinelli, Milano, 1998),
- Die Poetische Insel (Oficina de Cultura del Gobierno Federal de Austria, 1998),
- Las palabras son islas. Panorama de la poesía cubana Siglo XX (Ed. Letras Cubanas, La Habana, 1999), entre otras.

Ha traducido poemas de Vinícius de Moraes, Cecilia Meireles, Carlos Drummond de Andrade y Manuel Bandeira, con los cuales se creó la antología Balada feroz (Ed. Arte y Literatura, La Habana, 1991). Ha traducido también a Fernando Pessoa, Chico Buarque, Ary dos Santos y Florbella Espança.
- Datos: Q5666008